# 拉本斯堡
拉本斯堡是奥地利下奥地利州米斯特尔巴赫县的一个市镇。总面积20.08平方公里，总人口1132人，人口密度56.4人/平方公里（2005年）。